# 馬自達MX-3

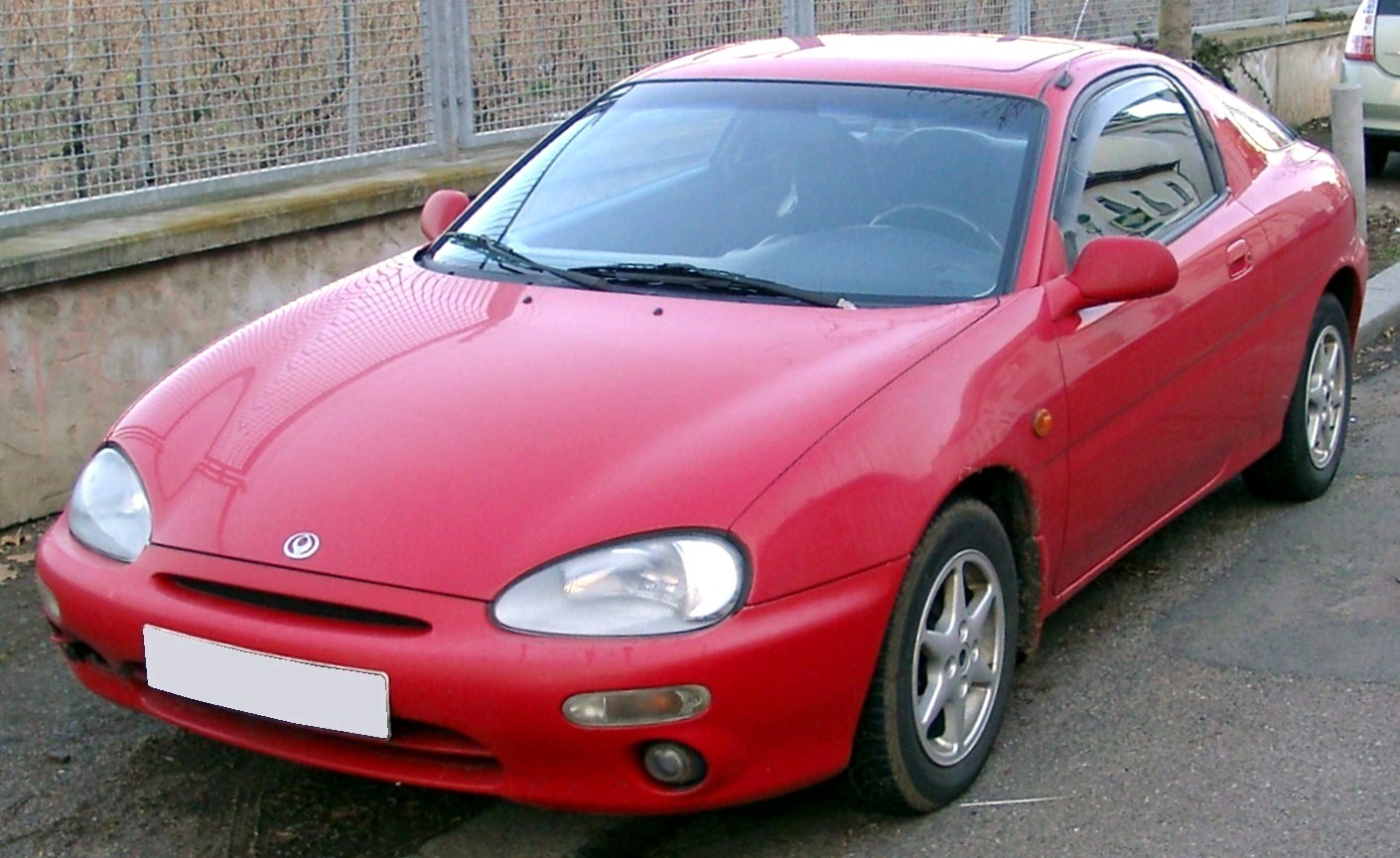
馬自達MX-3

馬自達MX-3是1990年代日本馬自達汽車公司製造銷售的二門四人座轎跑車，兄弟車為Eunos Presso（（日語）ユーノス・プレッソ）。

## 概要
馬自達MX-3在不同的市場出現迥異的名稱：日本稱為Autozam AZ-3（限於Autozam體系經銷商販售，姊妹車為Eunos通路的Eunos Presso〔（日語）ユーノス・プレッソ〕）、在加拿大稱作馬自達MX-3 Precidia、在澳洲叫做Eunos 30X，而MX-3之名則主要使用於美國和歐洲地區。
這部車跟兄弟車Eunos Presso最大的差異是引擎容積，MX-3初期發售時為1.5L直列四缸DOHC B5-DE型引擎，而Eunos Presso則搭載1.8L V型六缸DOHC K8型引擎。後來1993年9月兩者小改款時，則變成MX-3可以選購1.8L引擎、Eunos Presso可選購1.5L引擎。值得注意的地方是此具1.8L K8型引擎是當時全世界容量最小的V型六缸引擎。

## 歷史
1991年 - 6月開始上市販售，採用馬自達E平台。
1993年 - 9月追加一具1.8L V型六缸K8型引擎，該引擎原本搭載於兄弟車Eunos Presso（（日語）ユーノス・プレッソ）上。
1994年 - 4月將前座雙SRS安全氣囊列為標準配備。
1998年 - 6月由於該款車在日本當地市場的評價不佳，恰逢Familia改朝換代之際，於是隨著兄弟車Eunos Presso一同停產。

## 特別限量車
1993年馬自達加拿大分公司為了紀念25周年慶，推出一款名為「馬自達MX-3 GS」的特別限量車；同時馬自達美國分公司也推出一款類似的限量車，故兩地合計製造了2,000輛而已。限量車款包含V6引擎、皮革內裝（座椅、方向盤、排檔桿桿頭）、可加熱式座椅（僅限加拿大）以及由日本Enkei（（日語）エンケイ株式会社）製15吋鋁合金輪框。
1996年歐洲的馬自達製造發售了100輛名為「馬自達MX-3 V6 SE」的限量版，擁有皮革內裝與純白色車身塗裝。

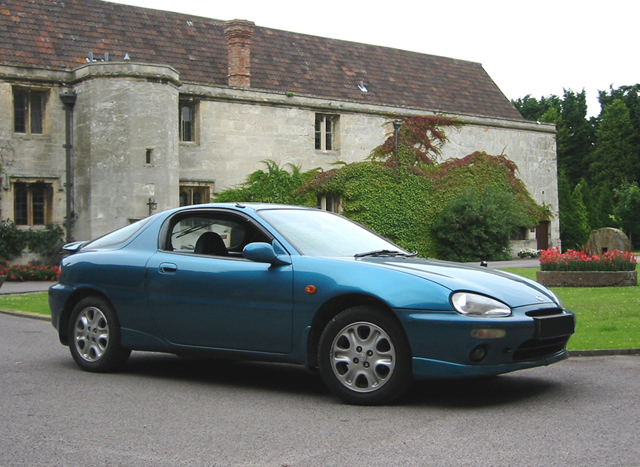
AZ-3車頭
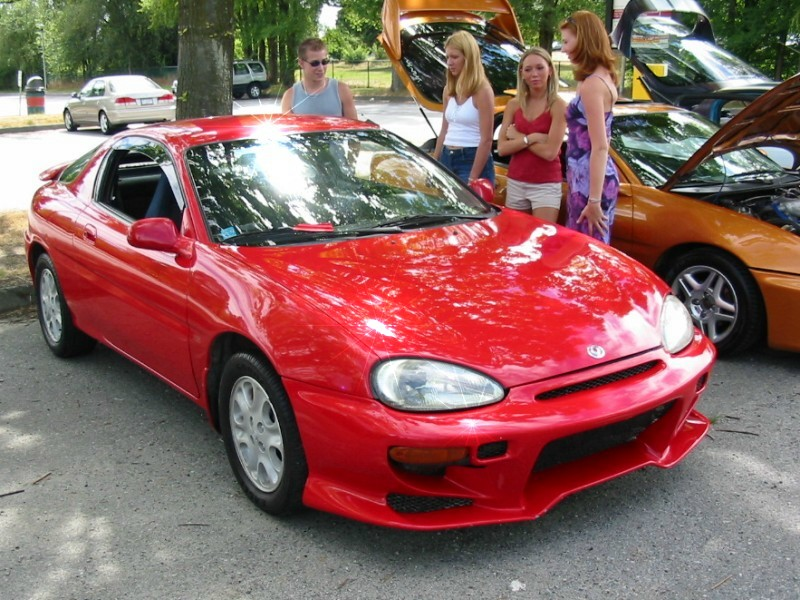
位於加拿大溫哥華的AZ-3
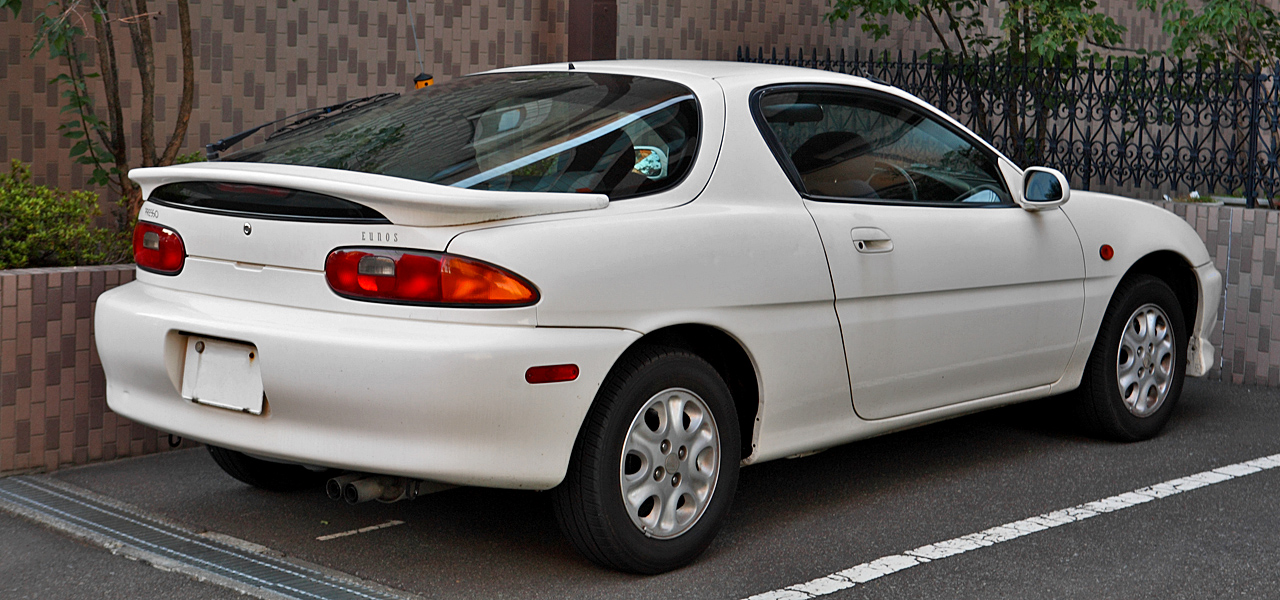
Eunos Presso
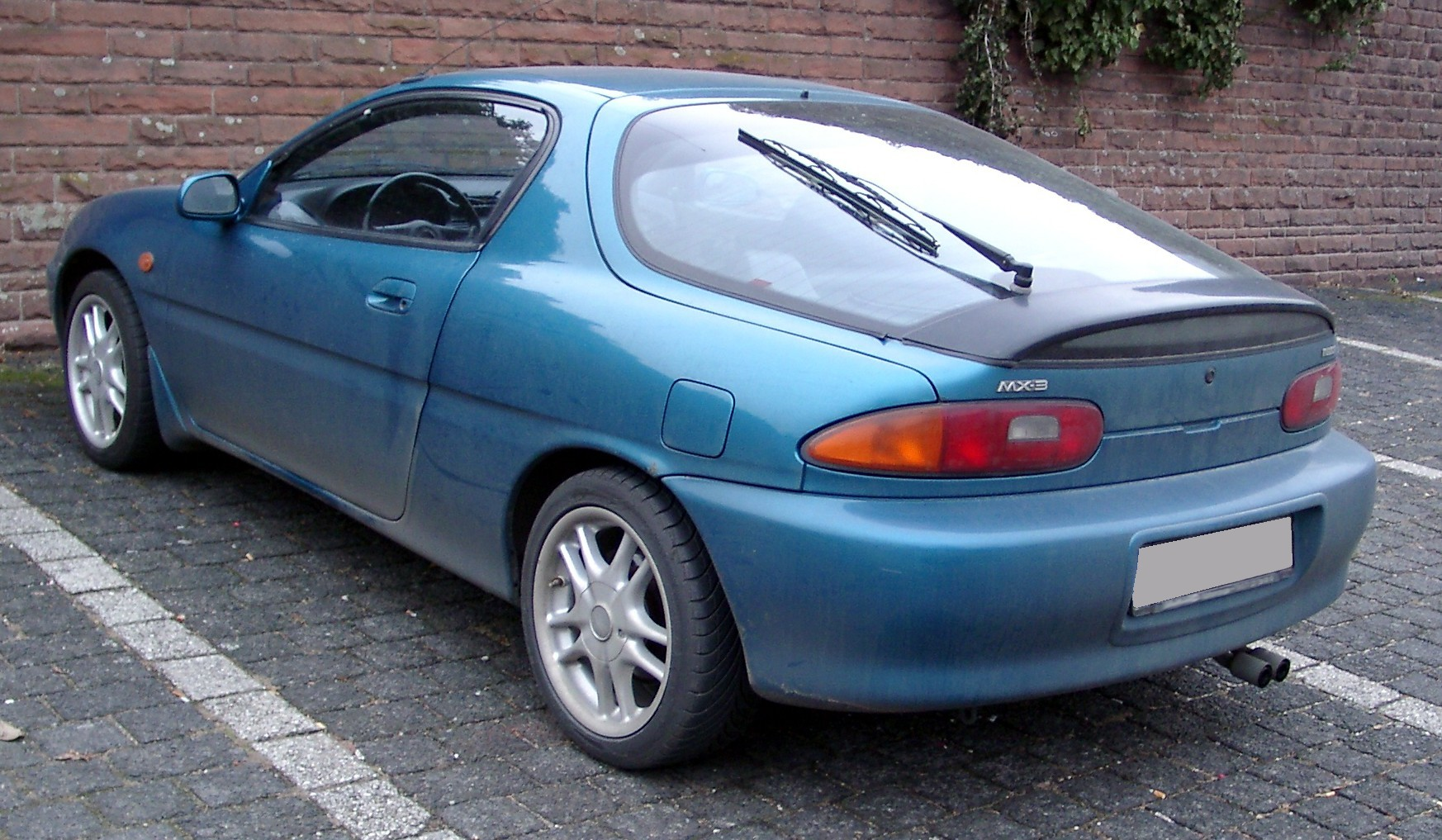
MX-3車尾

## 外部連結
- （日語）GAZOO.com マツダ・オートザムAZ-3（日文）